# Beavis és Butt-head
A Beavis és Butt-head (eredeti cím: Beavis and Butt-head) 1993-tól vetített amerikai animációs szitkom, amelyet Mike Judge alkotott és rendezett. A történet a két címszereplő bugyuta tinédzser kalandjairól szól, akiknek legfőbb tulajdonságai az apátia, az alacsony intelligencia, a primitív humor, valamint a hard rock és a heavy metal szeretete. Az egyes epizódok általában valamilyen hétköznapi történéssel foglalkoznak, amibe a két srác belekeveredik és mindig szerencsétlenül járnak. Az egyes történések között gyakorta ülnek a kanapén és kommentálnak videóklipeket, később videókat.
A két karakter először Mike Judge "Frog Baseball" című rövidfilmjében bukkant fel, amelyet az MTV a Liquid Television című blokkjában mutatott be. Ez alapján az MTV berendelt egy egész évadot, melyből első sugárzásakor végül hét évad lett, és a csatorna egyik legnézettebb programjává vált. Ez a sorozat 1997-ben ért véget, majd 2011-ben egy újabb évadot készített belőle az MTV, 2022-től pedig a Paramount+ streamingszolgáltató illetve a Comedy Central. Hazánkban először az RTL Klub vetítette az 1990-es évek végén feliratosan, 2012-ben az MTV Magyarország adta le szinkronosan a nyolcadik évadot, a legújabb epizódokat pedig 2023-tól a Comedy Central. 2024-től a régebbi epizódokat is elkezdték bemutatni magyar szinkronnal, azonban nem a vetítés sorrendjében.
Eredeti vetítésekor kritikai és közönségsiker volt, főként a társadalom szatirikus, szókimondó kritikája miatt, de negatívumként rótták fel, hogy rossz példát mutat a fiataloknak. Az X generációs fiatalok körében a popkultúra ikonjai lettek, és számos frázisuk közhasználatba került. Azonkívül, hogy képregények, videojátékok, könyvek, és egy zenei album is készült velük kapcsolatban, két filmet is bemutattak. A Beavis és Butt-head lenyomja Amerikát 1996-ban, a Beavis és Butt-head lenyomja a világűrt 2022-ben került bemutatásra.

## Történet
Beavis és Butt-head két tizenéves fiú, akik a texasi Highland városában élnek. Idejüket általában tévénézéssel, evéssel és ivással töltik, illetve meglehetősen sivár, hétköznapi dolgokkal. Gyakran vandálkodnak, piszkálnak másokat, és a legcsekélyebb mértékben sincsenek másokra tekintettel, beleértve a nőkkel szembeni lekezelő hangnemüket is. Amikor Beavis túl sok cukrot vagy üdítőt fogyaszt, kitör belőle Cornholio, a hiperaktív alteregója. A későbbi epizódok során kialakult a karakterek dinamikája: általában Butt-head a vezér, aki kitalálja a dolgokat, Beavis pedig az "elszabadult hajóágyú". Beszéd közben mindketten bugyuta módon röhögnek, mely szintén a védjegyükké vált.
A legtöbb epizódban szerepel egy betét, melyben videóklipeket kommentálnak. Általában azokat a klipeket szeretik, amikben van robbanás, hangos gitárszólók és üvöltések. Kedvenceik a Butthole Surfers, a Corrosion of Conformity és a Metallica.
A sorozat főcímdala az AC/DC "Gone Shootin" című dala alapján készült, egész pontosan a gitár-riff visszafelé került eljátszásra benne.

## Szereplők

### Főszereplők
- Beavis (Mike Judge, magyar hangja Láng Balázs): szőke haja van, amelyet túlméretezett pompadour stílusban visel. Rekedt hangon beszél, amit gyakran a védjegyévé vált kuncogása ("Heh heh") szakít meg. Általában Metallica pólót visel, bár néha a "Death Rock" feliratot viseli.
- Butt-Head (Mike Judge, magyar hangja Dévai Balázs): barna haja és kancsal szeme van. Orrhangú, mély hangon, enyhén selypítve beszél, beszédét többször a védjegyévé vált kuncogással ("Uh huh huh") szakítja meg, és többnyire dadog, mielőtt megszólal. Általában AC/DC pólót visel, bár néha a "Skull" szó szerepel rajta.
- Daria Morgendorffer (Tracy Grandstaff, magyar hangja Vida Sára): Beavis és Butt-Head osztálytársnője, gyakran kerül a két fiúval kapcsolatba, és használja ki a butaságukat az előnyére. Daria személyisége itt még egészen más, mint a saját spin-off sorozatában.

### Mellékszereplők
- David Van Driessen (Mike Judge, magyar hangja Elek Ferenc): tanár, akit rendkívül liberális hippiként jellemeznek.
- Tom Anderson (Mike Judge, magyar hangja Csík Csaba): idősebb, feltehetően nyugdíjas korú férfi, aki feleségével, Marcyval Beavis és Butt-Head közelében él.
- Stewart Stevenson (Adam Welsh (1993–1997), Thomas Middleditch (2011), Sam Johnson (2022–), magyar hangja Berkes Bence): pufók stréber fiú, aki általában Winger pólóban van.
- Todd Ianuzzi (Toby Huss, magyar hangja Geri Tamás): helyi erőszakos kisstílű bűnöző és Beavis és Butt-Head példaképe, még akkor is, ha egyértelműen megveti őket.

### Magyar változat
A szinkront a Masterfilm Digital Kft. (8. évad), majd a Labor Film szinkronstúdió (9. évadtól) készítette.
- Főcím: Bozai József (8. évad), Kisfalusi Lehel (9. évadtól)
- Magyar szöveg: Speier Dávid (8. évad), Laki Mihály (9. évadtól)
- Hangmérnök és vágó: Papp Zoltán István (9. évadtól)
- Gyártásvezető: Molnár Magdolna (9. évadtól)
- Szinkronrendező: Gaál Erika (9. évadtól)
- Produkciós vezető: Legény Judit (9. évadtól)

## Évados áttekintés
| Évad | Évad | Epizódok | Eredeti sugárzás    | Eredeti sugárzás   | Magyar sugárzás   | Magyar sugárzás  |
| Évad | Évad | Epizódok | Évadpremier         | Évadfinálé         | Évadpremier       | Évadfinálé       |
| ---- | ---- | -------- | ------------------- | ------------------ | ----------------- | ---------------- |
|      | 1    | 3        | 1993. március 4.    | 1993. március 25.  | N/A               | N/A              |
|      | 2    | 26       | 1993. május 27.     | 1993. július 15.   | N/A               | N/A              |
|      | 3    | 31       | 1993. szeptember 6. | 1994. március 5.   | N/A               | N/A              |
|      | 4    | 32       | 1994. március 14.   | 1994. július 15.   | N/A               | N/A              |
|      | 5    | 50       | 1994. október 31.   | 1995. október 12.  | N/A               | N/A              |
|      | 6    | 20       | 1995. október 31.   | 1996. március 7.   | N/A               | N/A              |
|      | 7    | 41       | 1997. január 26.    | 1997. november 28. | N/A               | N/A              |
|      | 8    | 22       | 2011. október 27.   | 2011. december 29. | 2012. április 15. | 2012. június 24. |
|      | 9    | 23       | 2022. augusztus 4.  | 2022. október 13.  | 2023. december 4. | 2024. január 8.  |
|      | 10   | 27       | 2023. április 20.   | 2023. június 29.   | 2024. április 16. | 2024. május 21.  |